# Limbé (Haiti)
Limbé – miasto na Haiti (Departament Północny). Liczy 77 574 mieszkańców (2009). Ośrodek przemysłowy.

## W pobliżu
Najbliższe miasta to: Bas-Limbé (9 km na północ), Port-Margot (8 km na północny zachód), Plaisance (35 km na południe), Cap-Haïtien (26 km na północny wschód) i Acul-du-Nord (12 km na wschód)